# Феминистская политическая экология
Феминистская политическая экология — это феминистский взгляд на политическую экологию, опирающийся на теории постструктурализма, феминистской географии и культурной экологии. Феминистская политическая экология исследует место гендера в политико-экологическом ландшафте, исследуя гендерные факторы как фактор экологических и политических отношений. Конкретными областями, на которых сосредоточена феминистская политическая экология, являются устойчивое развитие, ландшафт, использование ресурсов, аграрная реконструкция и урбанизация. Политологи-феминистки предполагают, что пол является критически важной переменной — по отношению к классу, расе и другим соответствующим аспектам политической экологической жизни — в обеспечении доступа к природным ресурсам, контроля над ними и их знания.

## Связь гендерной иерархии с ухудшением окружающей среды
Феминистская политическая экология пытается включить гендер в качестве «ключевого элемента» в анализ политической экологии. Это основано на нескольких десятилетиях феминистских исследований о материальных и культурных связях между гендерной иерархией (где мужское значение ценится больше, чем женское) и господством над миром природы. Учёные-экологи-феминистки, работающие в разных дисциплинах, такие как Кэролин Мёрчант (1980), Вэл Пламвуд (1993; 2002) и Вандана Шива (1989), заложили основы для этой области, предоставив эмпирические данные и концептуальные инструменты для систематического анализа обесценивания / доминирования природы и женственности.

## Исследования
Изучение взаимосвязи между окружающей средой, полом и развитием приобретает все большее значение из-за перестройки экономики, окружающей среды и культуры на глобальном и местном уровнях (Mitchell 2000). Женщины и мужчины рассматриваются как субъекты, влияющие на рациональное использование окружающей среды, использование ресурсов и разработку политики в области здравоохранения и благополучия. Феминистская политическая экология не считает гендерные различия в воздействии на окружающую среду биологически обусловленными. Скорее, они являются производными от социальных конструктов пола, которые различаются в зависимости от культуры, класса, расы и географического положения, и они со временем меняются между людьми и обществами. Ключевым моментом в развитии этого подхода стала публикация феминистской политической экологии под редакцией Дайан Рошло и др. в университете Кларка в 1996 году. Книга показала, как использование окружающей среды и структуры труда является гендерным фактором, а также как определённые экологические проблемы оказывают особенно негативное влияние на женщин (Rocheleau et al. 1996). Эти проблемы в основном отсутствовали в более известном томе по политической экологии Liberation Ecologies, который был опубликован в том же году и также был разработан в Кларк (Peet & Watts, 1996).
В исследовании Сельской федерации Замбрана-Чаки (крестьянская федерация) и международной неправительственной организации (ENDA-Caribe) в Доминиканской Республике Дайан Рошло исследует социальное лесное хозяйство в регионе. Женщины заняты в лесной промышленности, но предыдущие исследования (итоговые цифры, «региональные карты лесного хозяйства как обычно» (Рошло 1995: 460) не представляли "разные группы населения (дифференцированные по полу, классу, месту проживания и профессии) внутри федерации (с.460) ". Исследование Рошло опирается на постструктурализм, чтобы «расширить наши соответствующие частичные и общие знания через политику, науку, которая выходит за рамки идентичности и сходства, а затем работает от сходства до коалиции» (стр. 459). Другими словами, в исследовании не предполагается, что личность человека определяет их, а вместо этого основное внимание уделяется «сходству» (определяемому как «основанное на принадлежности и общих взглядах на интересы, которые могут изменяться с течением времени»). Цель этого состояла в том, чтобы «обратиться к женщинам в контексте, в котором они бы организовались и присоединились (p461)». Цель исследования состояла в том, чтобы включить женщин в общее исследование области таким образом, чтобы отдать должное «экологическим и социальным контекстам, поддерживающим их жизнь» (с. 461), вместо того, чтобы отделить их от контекста и сделать их невидимыми.
В исследовании Ботсваны по птицеводству в городах Алиса Дж. Говорка (2006) рассматривает влияние стремительной урбанизации на социальные и экологические отношения в рамках феминистской политической экологии. Мужчины и женщины вовлечены и затронуты проблемами развития, поэтому «гендер является неотъемлемой частью ключевого элемента аграрных изменений и преобразований между городом и деревней». До начала урбанизации социально сконструированные гендерные роли играли огромную роль в гендерных переживаниях ландшафта. Пол определил различные роли, обязанности и доступ к ресурсам. Важно отметить, что, хотя женщины Ботсваны получили право голоса в 1966 году, они по-прежнему исключены из политической власти. Гендерные вопросы редко поднимаются в этой стране, где «мощные конвенции ограничивают право женщин на домашнее хозяйство и автономию женщин под опекой мужчин». С урбанизацией землепользование становится более доступным для женщин Ботсваны. Но исследования показали, что «доступ женщин к социальному статусу и производственным ресурсам остается ограниченным по сравнению с мужчинами». Традиционные гендерные роли влияют на экономическое положение женщин, их доступ к ресурсам и земле, их образование и рынок труда.

## Цитаты феминистской политической экологии
- Новое исследование в области феминистской политической экологии движется «с акцентом на уязвимости женщин и умалчиванием гендерных и второстепенных знаний, чтобы подчеркнуть глобальное значение воплощенных в жизнь практик женщин, возникающих социальных движений и совместных действий». Стефани Бюхлер и Энн-Мари Хансон (2015)
- «Феминистская политическая экология направлена на анализ гендерного опыта и реагирования на экологические и политико-экономические изменения, которые влекут за собой изменение условий жизни, ландшафтов, режимов собственности и социальных отношений». — Алиса Говорка (2006)
- «Вместо „добавления женщин“ к стандартным методам эмпирических исследований можно было включить гендер в качестве предмета исследования, включить феминистскую постструктуралистскую перспективу в дизайн исследования и применить его к анализу социальных и экологических изменений внутри». область." Дайан Рошло, 1995.
- "Моя первая феминистская статья была опубликована в результате исследований, которые я проводил в конце 1970-х годов, о разнице полов в миграции и социальных изменениях в сельской местности Пуэрто-Рики. Это было связано с тем, как индустриализация сельской местности, отражающая политику развития США, влияла на то, кто остался, а кто ушёл. И как класс и пол пересекаются с миграционными моделями в сельской местности Пуэрто-Рико ". — Жан Монк